# George Bucur
George Bucur (ur. 16 listopada 1986 roku) – rumuński zapaśnik startujący w stylu wolnym. Piąty na mistrzostwach świata w 2018 i ósmy w 2015. Piąty na mistrzostwach Europy w 2008, 2009, 2011 i 2012. Trzynasty w indywidualnym Pucharze Świata w 2020. Piąty na Igrzyskach europejskich w 2015. Dziesiąty na igrzyskach wojskowych w 2019. Wojskowy wicemistrz świata z 2017. Akademicki wicemistrz świata w 2014. Trzeci na MŚ juniorów w 2006. Siódmy na Uniwersjadzie w 2013 roku.